# Siracusa Calcio 1974-1975
Questa voce raccoglie le informazioni riguardanti il Siracusa Calcio nelle competizioni ufficiali della stagione 1974-1975.

## Rosa
| N. |                   | Ruolo | Calciatore            |
| -- | ----------------- | ----- | --------------------- |
|    | Italia (bandiera) | P     | Giorgio Bissoli       |
|    | Italia (bandiera) | A     | Stanislao Bozzi       |
|    | Italia (bandiera) | D     | Fiorindo Bragatto     |
|    | Italia (bandiera) | C     | Ferruccio Campagnolo  |
|    | Italia (bandiera) | A     | Marco Cordioli        |
|    | Italia (bandiera) | D     | Amedeo Crippa         |
|    | Italia (bandiera) | D     | Sandro Degl'Innocenti |
|    | Italia (bandiera) | C     | Vincenzo Ferrandelli  |
|    | Italia (bandiera) | C     | Daniele Gatti         |
|    | Italia (bandiera) | C     | Ercole Giudice        |
|    | Italia (bandiera) | D     | Giovanni Guerrato     |
|    | Italia (bandiera) | D     | Domenico Labrocca     |

| N. |                   | Ruolo | Calciatore            |
| -- | ----------------- | ----- | --------------------- |
|    | Italia (bandiera) | C     | Paolo Lombardo        |
|    | Italia (bandiera) | D     | Danilo Mayer          |
|    | Italia (bandiera) | A     | Gino Merotto          |
|    | Italia (bandiera) | D     | Carmelo Migliore      |
|    | Italia (bandiera) | D     | Giuseppe Molinari     |
|    | Italia (bandiera) | C     | Giovan Battista Rappa |
|    | Italia (bandiera) | P     | Mario Riganò          |
|    | Italia (bandiera) | C     | Franco Saturnino      |
|    | Italia (bandiera) | A     | Salvatore Sipala      |
|    | Italia (bandiera) | C     | Fortunato Torrisi     |
|    | Italia (bandiera) | A     | Massimo Vulpiani      |
|    | Italia (bandiera) | D     | Angelo Mannino        |

## Risultati

### Campionato

#### Girone di andata
| 15 settembre 1974 1ª giornata | Reggina | 1 – 1 | Siracusa |  |

| 22 settembre 1974 2ª giornata | Siracusa | 1 – 0 | Turris |  |

| 29 settembre 1974 3ª giornata | Nocerina | 1 – 1 | Siracusa |  |

| 6 ottobre 1974 4ª giornata | Siracusa | 0 – 0 | Catania |  |

| 13 ottobre 1974 5ª giornata | Barletta | 0 – 0 | Siracusa |  |

| 20 ottobre 1974 6ª giornata | Siracusa | 1 – 0 | Marsala |  |

| 27 ottobre 1974 7ª giornata | Siracusa | 0 – 0 | Bari |  |

| 3 novembre 1974 8ª giornata | Acireale | 1 – 1 | Siracusa |  |

| 10 novembre 1974 9ª giornata | Siracusa | 0 – 1 | Trapani |  |

| 17 novembre 1974 10ª giornata | Casertana | 1 – 0 | Siracusa |  |

| 24 novembre 1974 11ª giornata | Siracusa | 2 – 0 | Sorrento |  |

| 1 dicembre 1974 12ª giornata | Siracusa | 1 – 0 | Frosinone |  |

| 8 dicembre 1974 13ª giornata | Messina | 1 – 0 | Siracusa |  |

| 15 dicembre 1974 14ª giornata | Siracusa | 0 – 0 | Salernitana |  |

| 22 dicembre 1974 15ª giornata | Crotone | 1 – 1 | Siracusa |  |

| 5 gennaio 1974 16ª giornata | Siracusa | 4 – 0 | Cynthia |  |

| 12 gennaio 1975 17ª giornata | Matera | 1 – 1 | Siracusa |  |

| 19 gennaio 1975 18ª giornata | Siracusa | 0 – 0 | Benevento |  |

| 26 gennaio 1975 19ª giornata | Lecce | 2 – 0 | Siracusa |  |

#### Girone di ritorno
| 2 febbraio 1975 20ª giornata | Siracusa | 1 – 1 | Reggina |  |

| 9 febbraio 1975 21ª giornata | Turris | 2 – 2 | Siracusa |  |

| 16 febbraio 1975 22ª giornata | Siracusa | 1 – 0 | Nocerina |  |

| 23 febbraio 1975 23ª giornata | Catania | 0 – 0 | Siracusa |  |

| 2 marzo 1975 24ª giornata | Siracusa | 4 – 0 | Barletta |  |

| 9 marzo 1975 25ª giornata | Marsala | 1 – 0 | Siracusa |  |

| 23 marzo 1975 26ª giornata | Bari | 2 – 2 | Siracusa |  |

| 30 marzo 1975 27ª giornata | Siracusa | 1 – 1 | Acireale |  |

| 6 aprile 1975 28ª giornata | Trapani | 0 – 0 | Siracusa |  |

| 13 aprile 1975 29ª giornata | Siracusa | 1 – 0 | Casertana |  |

| 30 aprile 1975 30ª giornata | Sorrento | 1 – 0 | Siracusa |  |

| 27 aprile 1975 31ª giornata | Frosinone | 1 – 0 | Siracusa |  |

| 4 maggio 1975 32ª giornata | Siracusa | 1 – 0 | Messina |  |

| 11 maggio 1975 33ª giornata | Salernitana | 1 – 1 | Siracusa |  |

| 18 maggio 1975 34ª giornata | Siracusa | 1 – 1 | Crotone |  |

| 1 giugno 1975 35ª giornata | Cynthia | 0 – 1 | Siracusa |  |

| 8 giugno 1975 36ª giornata | Siracusa | 4 – 2 | Matera |  |

| 15 giugno 1975 37ª giornata | Benevento | 4 – 1 | Siracusa |  |

| 22 giugno 1975 38ª giornata | Siracusa | 1 – 0 | Lecce |  |